# Ханутин, Владимир Игоревич
Владимир Игоревич Ханутин (19 ноября 1973, Ленинград — 11 августа 2007, Санкт-Петербург) — российский барабанщик и бас-гитарист.

## Биография

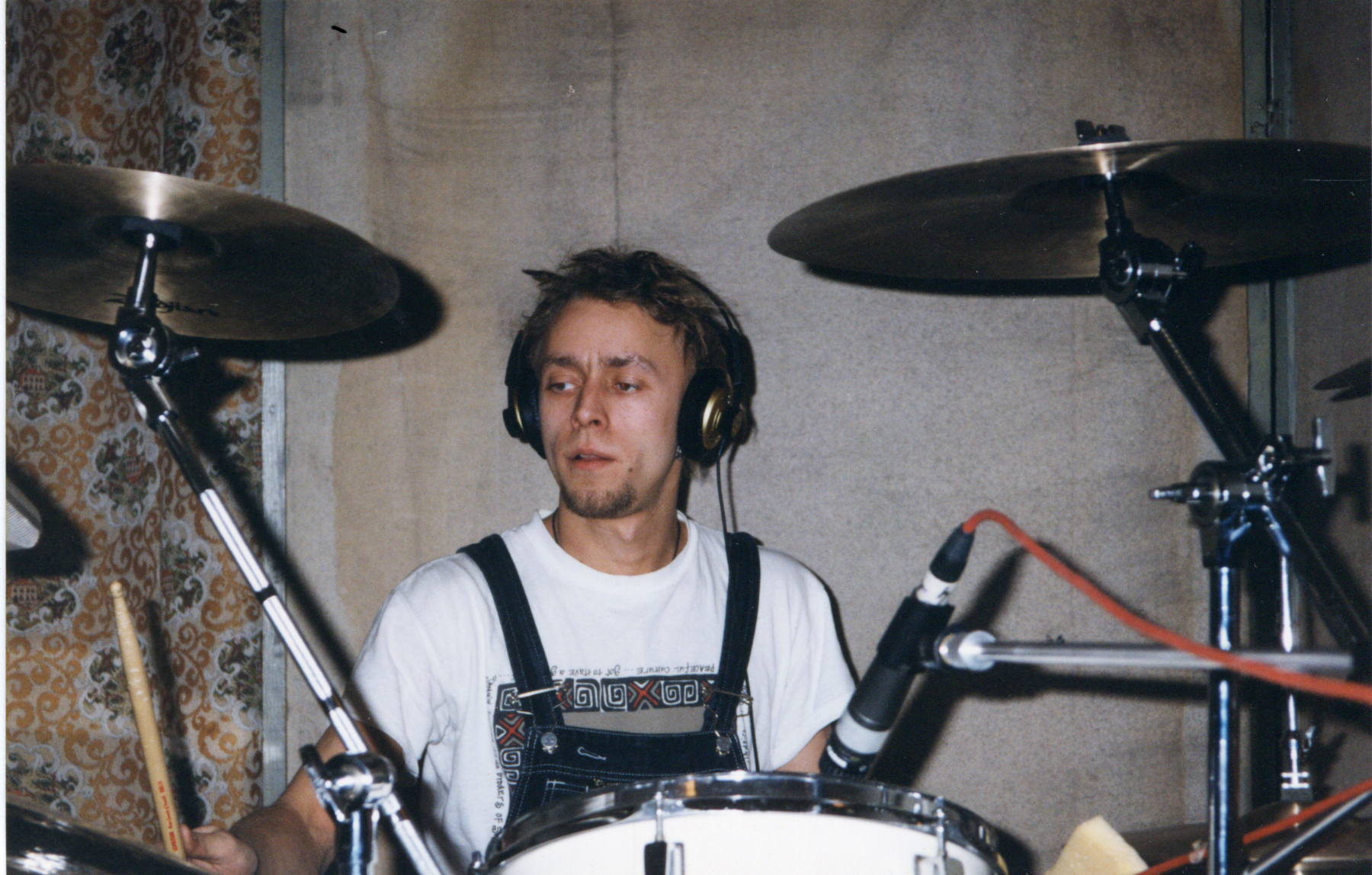
HanutinV

Был завсегдатаем организованного Радионом Чикуновым клуба «10», играл в группах The Noizes и «Ужослонасные Барбуляторы и Гастурбалы».
В июне 1994 году стал барабанщиком собранной Сергеем Чиграковым группы «Чиж & Co».
Помимо этого, Владимир Ханутин дал несколько концертов клубах с группой Little Blues Traveling Band, а также выступал как DJ Курильский сольно или с группой «Улицы».
В феврале 1998 года внезапно покидает «Чиж & Co» и в марте того же года присоединяется к одному из осколков группы «Н. О. М.», но уже как бас-гитарист.
Позже играл в собственном проекте «Селёдка», куда также вошли два участника группы 2ва Самолёта: гитарист Алексей Лазовский и саксофонист-клавишник Денис Медведев. Последние при этом не покидали свою основную группу, поэтому «Селёдка» иногда часто там же, где и «2ва Самолёта». Также играл в группе «Колыбель для кошки».
В 2000 году выступал вместе с гитаристом группы «Чиж и Компания» Михаилом Владимировым в его сольном проекте «Михаил Владимиров бэнд». 12 октября 2004 года в БКЗ Октябрьский принимал участие в юбилейном концерте, посвященном 10-летию группы «Чиж & Co».
В начале 2005 года присоединился к воссозданной группе «Улицы», которая с весны до осени того же года отыграла несколько концертов в клубах, после чего прекратила деятельность.

## Дискография
Чиж & Cº
- 1994 — Перекрёсток
- 1994 — Live
- 1995 — О любви
- 1995 — Greatest Hits Live
- 1996 — Эрогенная Зона
- 1996 — Полонез
- 1997 — Бомбардировщики
- 1998 — Новый Иерусалим
- 1998 — Лучшие Блюзы и Баллады
- 2001 — Пастораль

другие
- 1998 — Юрий Морозов И Чиж & Cº — Иллюзия
- 2000 — Чернецкий & Чиж — Comeback
- 2000 — Михаил Владимиров — Размах Крыльев